# 福岡県道231号黒平椎田線
福岡県道231号黒平椎田線（ふくおかけんどう231ごう くろひらしいだせん）は、福岡県築上郡築上町を通る一般県道である。

## 概要
築上郡築上町湊の国道10号から南下し、野添池交差点で福岡県道58号椎田勝山線と接続する。小原には椎田道路 椎田ICがあるため大型車の通行も多い。湊 - 小原までは片側1車線の通りやすい道路であるが、椎田IC以南は交通量は少なくなり、南下するにつれて道幅は狭くなる。真如寺 - 龍場院間は離合困難な箇所がある程、道幅が狭く、国見山山頂付近には龍場院キャンプ場がある。

### 路線データ
- 起点：福岡県築上郡築上町真如寺
- 終点：福岡県築上郡築上町湊（小原入口交差点、国道10号交点）

## 地理

### 通過する自治体
- 築上郡築上町

### 交差する道路
| 交差する道路           | 交差する場所 | 交差する場所          |
| ---------------------- | ------------ | --------------------- |
| 京築広域農道           | 大字小原     |                       |
| E10 椎田道路           | 大字小原     | 5 椎田IC              |
| 福岡県道58号椎田勝山線 | 湊           | 築上町野添池交差点    |
| 国道10号               | 湊           | 小原入口交差点 / 終点 |

### 交差する鉄道
- 日豊本線

### 沿線
- 龍城院キャンプ場